# Dommary-Baroncourt
Dommary-Baroncourt – miejscowość i gmina we Francji, w regionie Grand Est, w departamencie Moza.
Według danych na rok 1990 gminę zamieszkiwało 705 osób, a gęstość zaludnienia wynosiła 56 osób/km² (wśród 2335 gmin Lotaryngii Dommary-Baroncourt plasuje się na 479. miejscu pod względem liczby ludności, natomiast pod względem powierzchni na miejscu 445.).